# Herbert Keppler
Herbert „Burt“ Keppler (* 21. April 1925 in New York; † 4. Januar 2008 in Croton-on-Hudson, New York) war ein US-amerikanischer Fotoreporter, Herausgeber und Kameraentwickler.

## Leben
Keppler, Sohn des Fotografen und Illustrators Victor Keppler, studierte an der Harvard University und diente am Ende des Zweiten Weltkriegs bei der US Navy. Nachdem er für diverse Zeitungen und Handelsmagazine gearbeitet hatte, schloss er sich 1950 dem neu gegründeten Magazin Modern Photography an. Bis 1987 arbeitete er für die Zeitschrift, die unter seiner Leitung zu einem der führenden Presseerzeugnisse auf dem Gebiet der Fotografie wurde. Anschließend wechselte er als Vizepräsident zu Popular Photography.
Neben seiner journalistischen Tätigkeit widmete sich Keppler der Fortentwicklung von Fotokameras. Dabei wird ihm eine bedeutende Rolle in der Entwicklung der japanischen Fotoindustrie zugeschrieben. Als regelmäßiger Besucher des Landes beriet er die dort ansässigen Unternehmen und viele seiner Ideen verhalfen den Produkten zu hoher Qualität und Ansehen.
1985 wurde Keppler in die Photo Marketing Hall of Fame aufgenommen, sechs Jahre später wurde er von der Photographic Manufacturers and Distributors Association für sein Lebenswerk geehrt. Ihm wurde als einem der wenigen Ausländer die Ehre zuteil, vom Tennō ausgezeichnet zu werden. Er erhielt 2002 den Orden des Heiligen Schatzes 4. Grades.